# NGC 777
NGC 777 è una galassia a spirale situata nella costellazione di Andromeda, ad una distanza approssimativa di circa 241 milioni di anni-luce dalla Terra. Appartiene al Gruppo di NGC 767, un gruppo di galassie situato nella stessa regione del cielo. La galassia è stata scoperta dall'astronomo britannico John Herschel nel 1830 mentre catalogava nebulose e galassie.
Le caratteristiche di NGC 777 includono braccia spiraliformi, polveri oscure, regioni di formazione stellare e ammassi stellari giovani. La sua morfologia a spirale suggerisce che abbia una struttura interna composta da bracci stellari, un nucleo galattico e un disco di gas e polveri. Le galassie a spirale come NGC 777 sono luoghi di intensa attività di formazione stellare, poiché le nubi di gas e polvere vengono compressi e innescano la nascita di nuove stelle.